# Lubow Orłowa

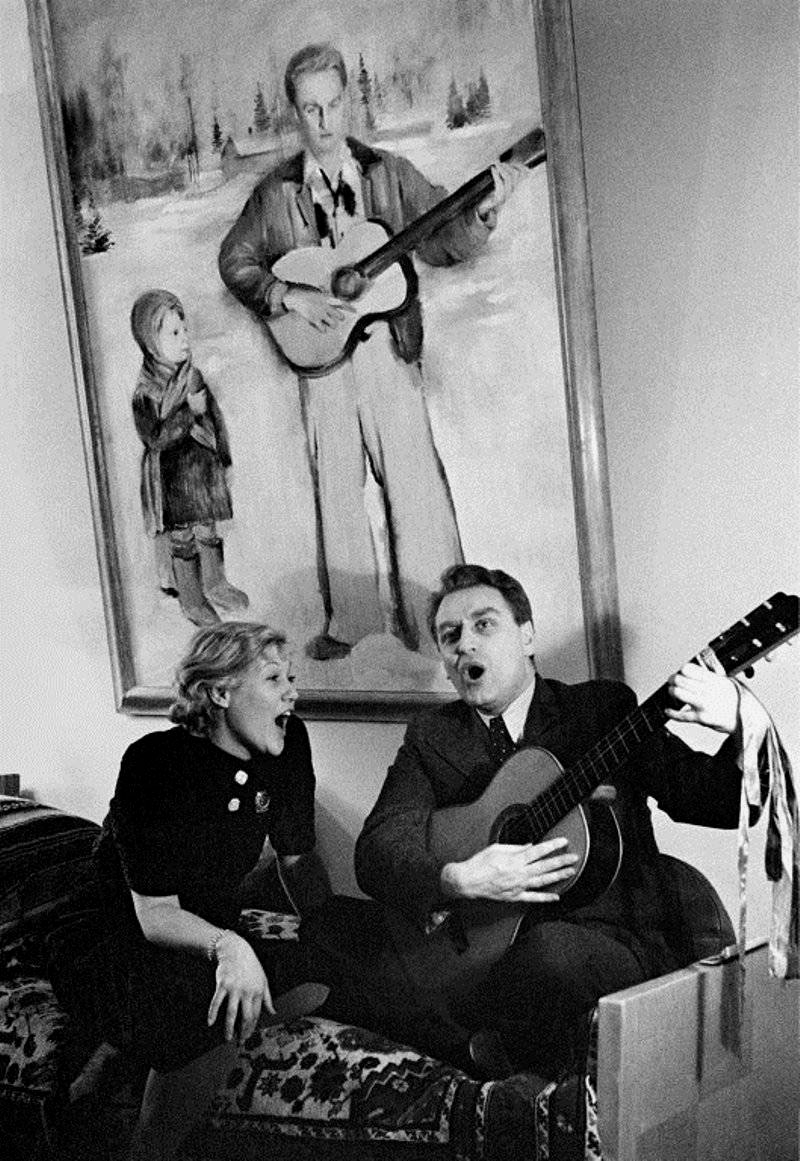
Lubow Orłowa i Grigorij Aleksandrow

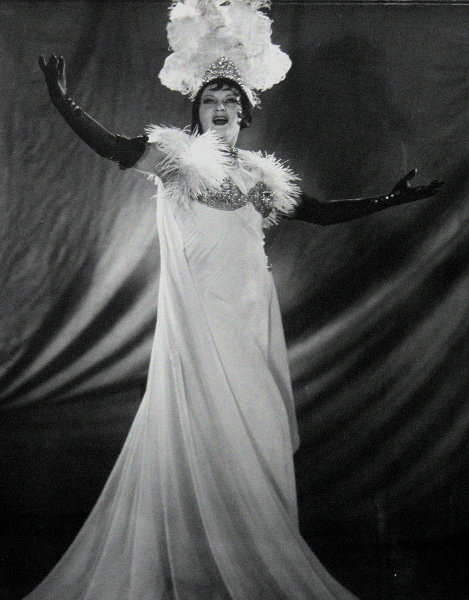
Lubow Orłowa w filmie Cyrk

Lubow Pietrowna Orłowa, ros. Любовь Петровна Орлова (ur. 29 stycznia?/11 lutego 1902 w Zwienigorodzie k. Moskwy; zm. 26 stycznia 1975 w Moskwie) – radziecka aktorka, tancerka i śpiewaczka. Ludowy Artysta ZSRR (1950). Żona Grigorija Aleksandrowa. Była jedną z najpopularniejszych aktorek filmu radzieckiego, specjalizującą się w rolach komediowych.

## Życiorys
Pochodziła z rodziny szlacheckiej, jej ojciec Piotr pracował w rosyjskim ministerstwie wojny. Rodzice chcieli, aby została pianistką. Fascynacja teatrem spowodowała, że przerwała naukę w moskiewskim konserwatorium i zaczęła uczęszczać na lekcje gry aktorskiej do E. Teleszowej. W tym czasie zarabiała na życie grając na pianinie w moskiewskim kinoteatrze Ars.
Sławę przyniosła jej rola w filmie Świat się śmieje w reżyserii jej męża Grigorija Aleksandrowa.
Pochowana na Cmentarzu Nowodziewiczym w Moskwie.

## Upamiętnienie
W roku 1976 w Jugosławii zakończono budowę serii sześciu statków polarnych. Cała seria została nazwana na cześć sławnych radzieckich aktorek – jedna z jednostek dostała imię Любовь Орлова.

## Wybrana filmografia
- Świat się śmieje (Весëлые ребята, 1934)
- Cyrk (Цирк, 1936)
- Wołga-Wołga (Волга-Волга, 1938)
- Wiosna (Весна, 1947)
- Spotkanie nad Łabą (Встреча на Эльбе, 1949)

## Nagrody i odznaczenia
- Nagroda Stalinowska I stopnia (1941 i 1950)
- Order Lenina (1939)
- Order Czerwonego Sztandaru Pracy (1938 i 1967)
- Medal „Za ofiarną pracę w Wielkiej Wojnie Ojczyźnianej 1941–1945”
- Medal 800-lecia Moskwy (1947)
- Medal „Za rozwój dziewiczych ziem”
- Medal 100-lecia urodzin Lenina (1970)[4]

I inne.

## Literatura dodatkowa
- Aleksiej Władimirowicz Romanow: Любовь Орлова: в искусстве и в жизни. Moskwa: Iskusstwo, 1987. (ros.). Brak numerów stron w książce